# Thismia grandiflora
Thismia grandiflora är en enhjärtbladig växtart som beskrevs av Henry Nicholas Ridley. Thismia grandiflora ingår i släktet Thismia och familjen Burmanniaceae. Inga underarter finns listade i Catalogue of Life.